# Campeonato Europeo de Atletismo de 2012

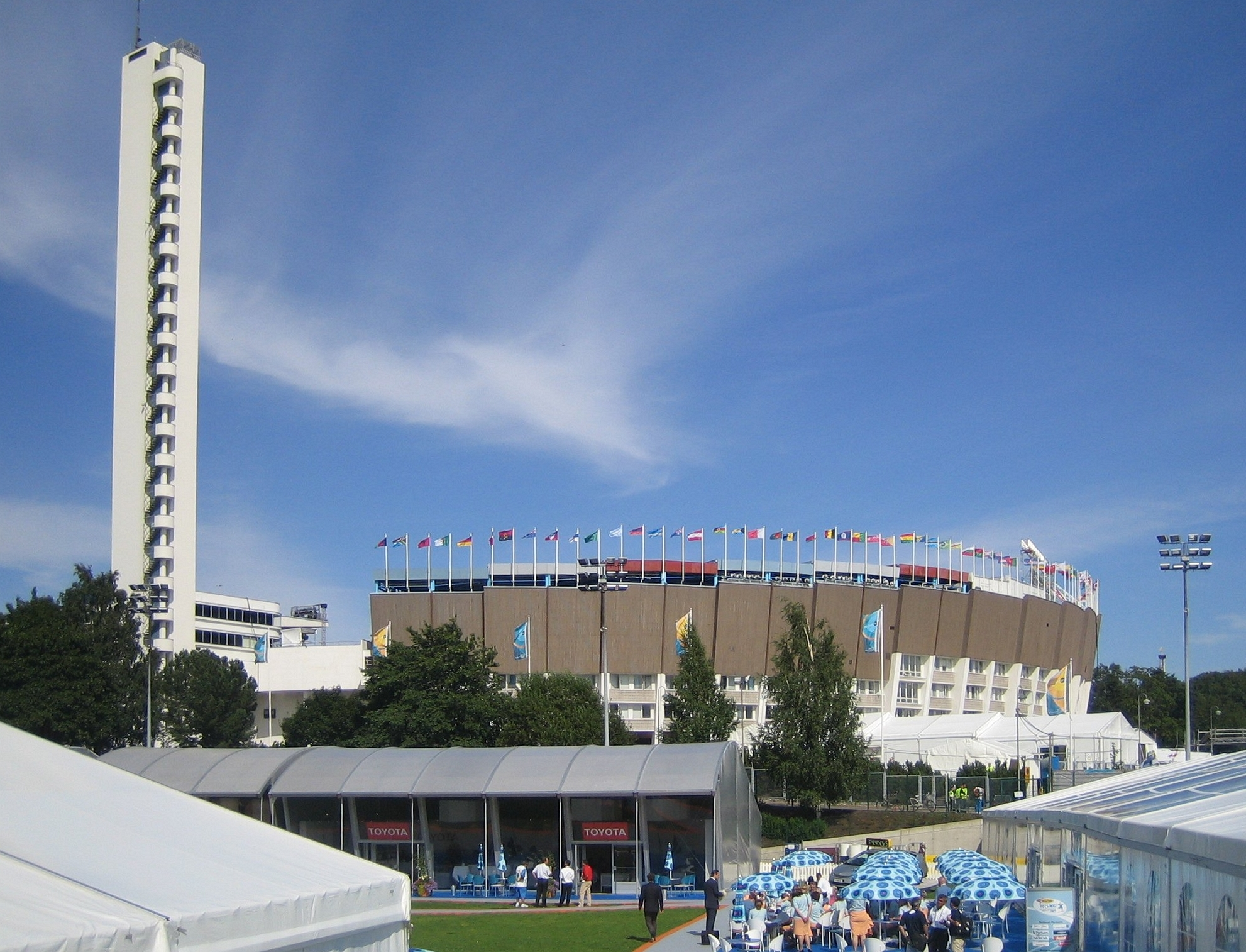
El Estadio Olímpico de Helsinki, sede del Campeonato.

El XXI Campeonato Europeo de Atletismo se celebró en Helsinki (Finlandia) entre el 27 de junio y el 1 de julio de 2012 bajo la organización de la Asociación Europea de Atletismo (AEA) y la Federación Finlandesa de Atletismo. Fue la tercera vez que Helsinki acogió este evento, tras las ediciones de 1971 y 1994.
Las competiciones se realizaron en el Estadio Olímpico de la capital finlandesa. No se disputaron las pruebas de marcha ni maratón. Este campeonato fue una antesala de los Juegos Olímpicos de Londres 2012 y contó como la última oportunidad para que los atletas europeos que aún no habían alcanzado la clasificación para los Juegos, consiguieran la marca mínima olímpica.

## Participantes
Participaron en total 1342 atletas (738 hombres y 604 mujeres) de 50 países miembros de la AEA.
| - Albania (4) - Alemania (94) - Andorra (4) - Armenia (5) - Austria (10) - Azerbaiyán (4) - Bélgica (22) - Bielorrusia (28) - Bosnia y Herzegovina (4) - Bulgaria (26) - Chipre (11) - Croacia (12) - Dinamarca (10) | - Eslovaquia (12) - Eslovenia (19) - España (70) - Estonia (23) - Finlandia (64) - Francia (68) - Georgia (5) - Gibraltar (2) - Grecia (28) - Hungría (20) - Irlanda (26) - Islandia (6) - Israel (12) | - Italia (61) - Letonia (22) - Liechtenstein (1) - Lituania (24) - Luxemburgo (4) - Macedonia del Norte (2) - Malta (2) - Moldavia (6) - Mónaco (1) - Montenegro (4) - Noruega (28) - Países Bajos (35) | - Polonia (57) - Portugal (37) - Reino Unido (109) - República Checa (43) - Rumania (28) - Rusia (69) - San Marino (1) - Serbia (11) - Suecia (41) - Suiza (27) - Turquía (44) - Ucrania (70) |

Entre paréntesis: nº de atletas por país

## Horario
| E | Eliminatorias | C | Clasificatorias | ½ | Semifinales | F | Finales |

| Fecha →                 | 27 | 27 | 28 | 28 | 29 | 29 | 30 | 30 | 1 | 1 |
| Evento ↓                | M  | T  | M  | T  | M  | T  | M  | T  | T | T |
| ----------------------- | -- | -- | -- | -- | -- | -- | -- | -- | - | - |
| 100 m                   | E  | ½  |    | F  |    |    |    |    |   |   |
| 200 m                   |    |    |    |    | E  | ½  |    | F  |   |   |
| 400 m                   | E  |    |    | ½  |    | F  |    |    |   |   |
| 800 m                   | E  |    |    | ½  |    | F  |    |    |   |   |
| 1500 m                  |    |    |    |    |    |    | E  |    | F | F |
| 5000 m                  |    | F  |    |    |    |    |    |    |   |   |
| 10000 m                 |    |    |    |    |    |    |    | F  |   |   |
| 110 m vallas            |    |    |    |    |    |    | E  |    | ½ | F |
| 400 m vallas            | E  |    | ½  |    |    | F  |    |    |   |   |
| 3000 m obstáculos       |    | E  |    |    |    | F  |    |    |   |   |
| Relevos 4 × 100 m       |    |    |    |    |    |    | E  |    | F | F |
| Relevos 4 × 400 m       |    |    |    |    |    |    |    | E  | F | F |
| Salto de longitud       |    |    |    |    | C  |    |    |    | F | F |
| Triple salto            |    |    | C  |    |    |    |    | F  |   |   |
| Salto de altura         |    | C  |    |    |    | F  |    |    |   |   |
| Salto con pértiga       |    |    |    |    |    |    | C  |    | F | F |
| Lanzamiento de peso     | C  |    |    |    |    | F  |    |    |   |   |
| Lanzamiento de disco    |    |    |    |    | C  |    |    | F  |   |   |
| Lanzamiento de martillo |    |    | C  |    |    |    |    | F  |   |   |
| Lanzamiento de jabalina |    | C  |    | F  |    |    |    |    |   |   |
| Decatlón                | F  | F  | F  | F  |    |    |    |    |   |   |

| Fecha →                 | 27 | 27 | 28 | 28 | 29 | 29 | 30 | 30 | 30 | 1 |
| Evento ↓                | M  | T  | M  | T  | M  | T  | M  | T  | T  | T |
| ----------------------- | -- | -- | -- | -- | -- | -- | -- | -- | -- | - |
| 100 m                   | E  | ½  |    | F  |    |    |    |    |    |   |
| 200 m                   |    |    |    |    | E  | ½  |    | F  | F  |   |
| 400 m                   |    | E  |    | ½  |    | F  |    |    |    |   |
| 800 m                   |    |    |    | E  |    | F  |    |    |    |   |
| 1500 m                  |    |    |    |    |    |    | E  |    |    | F |
| 5000 m                  |    |    |    | F  |    |    |    |    |    |   |
| 10000 m                 |    |    |    |    |    |    |    |    |    | F |
| 100 m vallas            |    |    |    |    | E  |    |    | ½  | F  |   |
| 400 m vallas            | E  |    | ½  |    |    | F  |    |    |    |   |
| 3000 m obstáculos       |    |    | E  |    |    |    |    | F  | F  |   |
| Relevos 4 × 100 m       |    |    |    |    |    |    | E  |    |    | F |
| Relevos 4 × 400 m       |    |    |    |    |    |    |    | E  | E  | F |
| Salto de longitud       | C  |    |    | F  |    |    |    |    |    |   |
| Triple salto            | C  |    |    |    |    | F  |    |    |    |   |
| Salto de altura         | C  |    |    | F  |    |    |    |    |    |   |
| Salto con pértiga       |    |    | C  |    |    |    |    | F  | F  |   |
| Lanzamiento de peso     |    |    | C  |    |    | F  |    |    |    |   |
| Lanzamiento de disco    |    |    |    |    |    |    | C  |    |    | F |
| Lanzamiento de martillo |    |    |    |    | C  |    |    |    |    | F |
| Lanzamiento de jabalina | C  |    |    |    |    | F  |    |    |    |   |
| Heptatlón               |    |    |    |    | F  | F  | F  | F  | F  |   |

## Resultados

### Masculino
| Evento                    | Oro                                                                                               | Plata                                                                                | Bronce                                                                                   |
| ------------------------- | ------------------------------------------------------------------------------------------------- | ------------------------------------------------------------------------------------ | ---------------------------------------------------------------------------------------- |
| 100 m (28.06)             | Christophe Lemaitre Francia 10,09 s                                                               | Jimmy Vicaut Francia 10,12 s                                                         | Jaysuma Saidy Ndure · Noruega · 10,17 s                                                  |
| 200 m (30.06)             | Churandy Martina · Países Bajos · 20,42                                                           | Patrick van Luijk · Países Bajos · 20,87                                             | Daniel Talbot Reino Unido 20,95                                                          |
| 400 m (29.06)             | Pavel Maslák · República Checa · 45,24                                                            | Marcell Deák-Nagy · Hungría · 45,52                                                  | Yannick Fonsat Francia 45,82                                                             |
| 800 m (29.06)             | Yuri Borzakovski · Rusia · 1:48,61                                                                | Andreas Bube Dinamarca 1:48,69                                                       | Pierre-Ambroise Bossé Francia 1:48,83                                                    |
| 1500 m (01.07)            | Henrik Ingebrigtsen · Noruega · 3:46,20                                                           | Florian Carvalho Francia 3:46,33                                                     | David Bustos · España · 3:46,45                                                          |
| 5000 m (27.06)            | Mohammed Farah Reino Unido 13:29,91                                                               | Arne Gabius · Alemania · 13:31,83                                                    | Polat Kemboi Arıkan Turquía 13:32,63                                                     |
| 10 000 m (30.06)          | Polat Kemboi Arıkan Turquía 28:22,27                                                              | Daniele Meucci · Italia · 28:22,73                                                   | Yevgueni Rybakov · Rusia · 28:22,95                                                      |
| 110 m vallas (01.07)      | Serguei Shubenkov · Rusia · 13,16                                                                 | Garfield Darien Francia 13,20                                                        | Artur Noga · Polonia · 13,27                                                             |
| 400 m vallas (29.06)      | Rhys Williams Reino Unido 49,33                                                                   | Emir Bekrić Serbia 49,49                                                             | Stanislav Melnykov · Ucrania · 49,69                                                     |
| 3000 m obstáculos (29.06) | Mahiedine Mekhissi-Benabbad Francia 8:33,23                                                       | Tarık Langat Akdağ Turquía 8:35,24                                                   | Víctor García · España · 8:35,87                                                         |
| Salto de altura (29.06)   | Robbie Grabarz Reino Unido 2,31 m                                                                 | Raivydas Stanys · Lituania · 2,31 m                                                  | Mickaël Hanany Francia 2,28 m                                                            |
| Salto con pértiga (01.07) | Renaud Lavillenie Francia 5,97                                                                    | Björn Otto · Alemania · 5,92                                                         | Raphael Holzdeppe · Alemania · 5,77                                                      |
| Salto de longitud (01.07) | Sebastian Bayer · Alemania · 8,34                                                                 | Luis Felipe Méliz · España · 8,21                                                    | Michel Tornéus · Suecia · 8,17                                                           |
| Triple salto (30.06)      | Fabrizio Donato · Italia · 17,63                                                                  | Sheryf El-Sheryf · Ucrania · 17,28                                                   | Aliaxéi Tsapyk · Bielorrusia · 16,97                                                     |
| Peso (29.06)              | David Storl · Alemania · 21,58                                                                    | Rutger Smith · Países Bajos · 20,55                                                  | Asmir Kolašinac Serbia 20,36                                                             |
| Disco (30.06)             | Robert Harting · Alemania · 68,30                                                                 | Gerd Kanter Estonia 66,53                                                            | Rutger Smith · Países Bajos · 64,02                                                      |
| Martillo (30.06)          | Krisztián Pars · Hungría · 79,72                                                                  | Alexei Zagorni · Rusia · 77,40                                                       | Szymon Ziółkowski · Polonia · 76,67                                                      |
| Jabalina (28.06)          | Vítězslav Veselý · República Checa · 83,72                                                        | Valeri Yordan · Rusia · 83,23                                                        | Ari Mannio · Finlandia · 82,63                                                           |
| 4 x 100 m (01.07)         | Países Bajos · Brian Mariano · Churandy Martina · Giovanni Codrington · Patrick van Luijk · 38,34 | Alemania · Julian Reus · Tobias Unger · Alexander Kosenkow · Lucas Jakubczyk · 38,44 | Francia Ronald Pognon Christophe Lemaitre Pierre-Alexis Pessonneaux Emmanuel Biron 38,46 |
| 4 x 400 m (01.07)         | Bélgica · Antoine Gillet · Jonatha Borlée · Jente Bouckaert · Kévin Borlée · 3:01,09              | Reino Unido Nigel Levine Conrad Williams Robert Tobin Richard Buck 3:01,56           | Alemania · Jonas Plass · Kamghe Gaba · Eric Krüger · Thomas Schneider · 3:01,77          |
| Decatlón (28.06)          | Pascal Behrenbruch · Alemania · 8558 pts.                                                         | Olexi Kasianov · Ucrania · 8321 pts.                                                 | Ilia Shkureniov · Rusia · 8219 pts.                                                      |

1. ↑  Descalificación por dopaje del medallista de bronce, el húngaro Zoltán Kővágó.[2]

### Femenino
| Evento                    | Oro                                                                                       | Plata                                                                                 | Bronce                                                                                              |
| ------------------------- | ----------------------------------------------------------------------------------------- | ------------------------------------------------------------------------------------- | --------------------------------------------------------------------------------------------------- |
| 100 m (28.06)             | Ivet Lalova Bulgaria 11,28                                                                | Olesia Povh · Ucrania · 11,32                                                         | Lina Grinčikaitė · Lituania · 11,32                                                                 |
| 200 m (30.06)             | Mariya Riemien · Ucrania · 23,05                                                          | Hrystyna Stui · Ucrania · 23,17                                                       | Myriam Soumaré Francia 23,21                                                                        |
| 400 m (29.06)             | Moa Hjelmer · Suecia · 51,13                                                              | Xeniya Zadorina · Rusia · 51,26                                                       | Ilona Usovich · Bielorrusia · 51,94                                                                 |
| 800 m (29.06)             | Lynsey Sharp Reino Unido 2:00,52                                                          | Maryna Arzamasava · Bielorrusia · 2:01,02                                             | Liliya Lobanova · Ucrania · 2:01,29                                                                 |
| 1500 m (01.07)            | Nuria Fernández · España · 4:08,80                                                        | Diana Sujew · Alemania · 4:09,28                                                      | Tereza Čapková · República Checa · 4:10,17                                                          |
| 5000 m (28.06)            | Olga Golovkina · Rusia · 15:11,70                                                         | Liudmyla Kovalenko · Ucrania · 15:12,03                                               | Sara Moreira Portugal 15:12,05                                                                      |
| 10 000 m (01.07)          | Dulce Félix Portugal 31:44,75                                                             | Jo Pavey Reino Unido 31:49,03                                                         | Olha Skrypak · Ucrania · 31:51,32                                                                   |
| 100 m vallas (30.06)      | Alina Talai · Bielorrusia · 12,91                                                         | Ekaterina Poplavskaya · Bielorrusia · 12,97                                           | Beate Schrott · Austria · 12,98                                                                     |
| 400 m vallas (29.06)      | Irina Davydova · Rusia · 53,77                                                            | Denisa Rosolová · República Checa · 54,24                                             | Hanna Yaroshchuk · Ucrania · 54,35                                                                  |
| 3000 m obstáculos (30.06) | Gülcan Mıngır Turquía 9:32,96                                                             | Antje Möldner-Schmidt · Alemania · 9:36,37                                            | Gesa-Felicitas Krause · Alemania · 9:38,20                                                          |
| Salto de altura (28.06)   | Ruth Beitia · España · 1,97 m                                                             | Tonje Angelsen · Noruega · 1,97 m                                                     | Irina Gordeyeva · Rusia · Emma Green-Tregaro · Suecia · Olena Holosha · Ucrania · 1,92 m            |
| Salto con pértiga (30.06) | Jiřina Ptáčníková · República Checa · 4,60                                                | Martina Strutz · Alemania · 4,60                                                      | Nikoleta Kyriakopulu · Grecia · 4,60                                                                |
| Salto de longitud (28.06) | Éloyse Lesueur Francia 6,81                                                               | Volha Sudarava · Bielorrusia · 6,74                                                   | Margrethe Renstrøm · Noruega · 6,67                                                                 |
| Triple salto (29.06)      | Olha Saladuha · Ucrania · 14,99                                                           | Patrícia Mamona Portugal 14,52                                                        | Yana Borodina · Rusia · 14,36                                                                       |
| Peso (29.06)              | Nadine Kleinert · Alemania · 19,18                                                        | Irina Tarasova · Rusia · 18,91                                                        | Chiara Rosa · Italia · 18,47                                                                        |
| Disco (01.07)             | Sandra Perković · Croacia · 67,62                                                         | Nadine Müller · Alemania · 65,41                                                      | Natalia Semenova · Ucrania · 62,91                                                                  |
| Martillo (01.07)          | Anita Włodarczyk · Polonia · 74,29                                                        | Martina Hrašnová · Eslovaquia · 73,34                                                 | Anna Bulgakova · Rusia · 71,47                                                                      |
| Jabalina (29.06)          | Vera Rebrik · Ucrania · 66,86                                                             | Christina Obergföll · Alemania · 65,12                                                | Linda Stahl · Alemania · 63,69                                                                      |
| 4 x 100 m (01.07)         | Alemania · Leena Günther · Anne Cibis · Tatjana Lofamakanda-Pinto · Verena Sailer · 42,51 | Países Bajos · Kadene Vassell · Dafne Schippers · Eva Lubbers · Jamile Samuel · 42,80 | Polonia · Marika Popowicz · Daria Korczyńska · Marta Jeschke · Ewelina Ptak · 43,06                 |
| 4 x 400 m (01.07)         | Ucrania · Yulia Olishevska · Olha Zemliak · Natalia Pyhyda · Alina Lohvynenko · 3:25,07   | Francia Phara Anacharsis Lénora Guion-Firmin Marie Gayot Floria Guei 3:25,49          | República Checa · Zuzana Hejnová · Zuzana Bergrová · Jitka Bartoničková · Denisa Rosolová · 3:26,02 |
| Heptatlón (30.06)         | Antoinette Nana Djimou Francia 6544 pts.                                                  | Laura Ikauniece Letonia 6335 pts.                                                     | Aiga Grabuste Letonia 6325 pts.                                                                     |

1. ↑  Descalificación por dopaje de las medallistas de oro y bronce, las rusas Yelena Arzhakova e Irina Marachova.[3]
2. ↑  Descalificación por dopaje de las medallista de oro, plata y bronce, las turcas Aslı Çakır y Gamze Bulut, y la ucraniana Anna Mishchenko, respectivamente.[3]
3. ↑  Descalificación por dopaje de la medallista de oro, la turca Nevin Yanıt.[3]
4. ↑  Descalificación por dopaje de la medallista de plata, la ucraniana Svitlana Shmidt.[3]
5. ↑  Descalificación por dopaje de la medallista de plata, la ucraniana Liudmyla Yosypenko.[3]

## Medallero
| Núm. | País            | Oro | Plata | Bronce | Total |
| ---- | --------------- | --- | ----- | ------ | ----- |
| 1    | Alemania        | 6   | 8     | 4      | 18    |
| 2    | Francia         | 5   | 4     | 5      | 14    |
| 3    | Ucrania         | 4   | 5     | 6      | 15    |
| 4    | Rusia           | 4   | 4     | 5      | 13    |
| 5    | Reino Unido     | 4   | 2     | 1      | 7     |
| 6    | República Checa | 3   | 1     | 2      | 6     |
| 7    | Países Bajos    | 2   | 3     | 1      | 6     |
| 8    | España          | 2   | 1     | 2      | 5     |
| 9    | Turquía         | 2   | 1     | 1      | 4     |
| 10   | Bielorrusia     | 1   | 3     | 2      | 6     |
| 11   | Noruega         | 1   | 1     | 2      | 4     |
| 12   | Italia          | 1   | 1     | 1      | 3     |
| 12   | Portugal        | 1   | 1     | 1      | 3     |
| 14   | Hungría         | 1   | 1     | 0      | 2     |
| 15   | Polonia         | 1   | 0     | 3      | 4     |
| 16   | Suecia          | 1   | 0     | 2      | 3     |
| 17   | Bélgica         | 1   | 0     | 0      | 1     |
| 17   | Bulgaria        | 1   | 0     | 0      | 1     |
| 17   | Croacia         | 1   | 0     | 0      | 1     |
| 20   | Letonia         | 0   | 1     | 1      | 2     |
| 20   | Lituania        | 0   | 1     | 1      | 2     |
| 20   | Serbia          | 0   | 1     | 1      | 2     |
| 23   | Dinamarca       | 0   | 1     | 0      | 1     |
| 23   | Eslovaquia      | 0   | 1     | 0      | 1     |
| 23   | Estonia         | 0   | 1     | 0      | 1     |
| 26   | Austria         | 0   | 0     | 1      | 1     |
| 26   | Finlandia       | 0   | 0     | 1      | 1     |
| 26   | Grecia          | 0   | 0     | 1      | 1     |
|      | TOTAL           | 42  | 42    | 44     | 128   |